# Andrei Abduvalíev
Andrei Khakímovitx Abduvalíev (rus: Андрей Хакимович Абдувалиев, Leningrad, 30 de juny, 1966) és un antic atleta que competí amb la Unió Soviètica, el Tadjikistan i l'Uzbekistan, especialista en llançament de martell.
Guanyà la medalla d'or als Jocs Olímpics de Barcelona 1992, representant a l'Equip Unificat. Després de competir per l'URSS escollí representar a Tadjikistan. El 1997 canvià de nacionalitat esdevenint ciutadà de l'Uzbekistan. Amb aquesta segona nació participà en els Jocs Olímpics de Sydney 2000, mentre que amb el Tadjikistan guanyà dues medalles d'or en campionats del món els anys 1993 i 1995.
La seva millor marca és de 83,46 metres, establerta el 1990.

## Resultats
| Any  | Competició                | Lloc                     | Resultat |
| ---- | ------------------------- | ------------------------ | -------- |
| 1985 | Campionat d'Europa Júnior | Cottbus, RDA             | 1r       |
| 1991 | Campionat del Món         | Tòquio, Japó             | 5è       |
| 1992 | Jocs Olímpics             | Barcelona, Catalunya     | 1r       |
| 1993 | Campionat del Món         | Stuttgart, Alemanya      | 1r       |
| 1994 | Copa del Món d'atletisme  | Londres, Regne Unit      | 1r       |
| 1995 | Campionat del Món         | Göteborg, Suècia         | 1r       |
| 1995 | Jocs de l'Àsia central    | Taixkent, Uzbekistan     | 1r       |
| 1997 | Campionat del Món         | Atenes, Grècia           | 15è      |
| 1998 | Campionat d'Àsia          | Fukuoka, Japó            | 1r       |
| 1998 | Copa del Món d'atletisme  | Johannesburg, Sud-àfrica | 3r       |
| 1998 | Jocs Asiàtics             | Bangkok, Tailàndia       | 2n       |
| 1999 | Campionat del Món         | Sevilla, Espanya         | 15è      |
| 2000 | Jocs Olímpics             | Sydney, Austràlia        | 15è      |